# Lamsabih
Lamsabih (en àrab لمصابح, Lamṣābiḥ; en amazic ⵎⵚⴰⴱⵉⵃ) és una comuna rural de la província de Safi, a la regió de Marràqueix-Safi, al Marroc. Segons el cens de 2014 tenia una població total de 11.339 persones.